# Bertil Schelin
Erik Bertil Schelin, född 4 januari 1937 i Sunne, död 30 december 2017 i Tullinge, var en svensk lärare och konstmålare.
Han var son till frisör Erik Schelin och hans hustru Jenny Schelin.  
Schelin bedrev konststudier vid Konstfackskolan 1954 och utbildade sig till mellanskollärare på Lärarhögskolan i Stockholm 1962.
Vid sidan av tjänsten som lärare var han verksam som konstnär och deltog i Värmlands konstförenings Höstsalong på Värmlands Museum och på Folkets hus i Sunne, Norra Värmlands konstförening, Botkyrka Konsthall i Hallunda, Konsthallen Upplands Väsby, samt Konsthallen Sundsbergs gård i Sunne.
Hans konst består av landskap, figur och stilleben i olika tekniker.